# Марлін (Авіла)
Марлін (ісп. Marlín) — муніципалітет в Іспанії, у складі автономної спільноти Кастилія-і-Леон, у провінції Авіла. Населення — 39 осіб (2010).
Муніципалітет розташований на відстані близько 100 км на захід від Мадрида, 12 км на північний захід від Авіли.

## Демографія
Динаміка населення (INE ):